# Разоткривање (филм)
Разоткривање (енгл. Disclosure) је филмски трилер базиран на истоименом роману Мајкла Крајтона. Филм је режирао Бари Левинсон, а у главни улогама су: Деми Мур, Мајкл Даглас и Доналд Садерланд.

## Радња
Том Сандерс је срећно ожењен компјутерски стручњак у великом предузећу. Нада се унапређењу, али његов посао из снова преузима жена - Мередит Џонсон. Том Сандерс је у прошлости имао аферу са својим новим шефом. Мередит покушава да обнови стару везу и покушава да заведе свог подређеног. Међутим, Том одбија њену понуду. Сутрадан је оптужен за сексуално узнемиравање. Ускоро ће сазнати да ово није крај заплета.

## Улоге
| Глумац           | Улога          |
| ---------------- | -------------- |
| Мајкл Даглас     | Том Сандерс    |
| Деми Мур         | Мердит Џонсон  |
| Доналд Садерланд | Боб Гарвин     |
| Каролајн Гудол   | Сузан Хендлер  |
| Рома Мафија      | Катрин Алварез |
| Дилан Бејкер     | Филип Блекберн |
| Роузмери Форсит  | Стефани каплан |
| Денис Милер      | Марк Левин     |
| Сузи Плаксон     | Мери Ен хантер |
| Џеклин Ким       | Синди Ченг     |